# 大杨集镇
大杨集镇，是中华人民共和国河南省商丘市虞城县下辖的一个乡镇级行政单位。

## 行政区划
大杨集镇下辖以下地区：
大杨集村、马庄村、蛮子营村、葛庄村、谢店村、姜楼村、朱屯村、碱地村、袁牌坊村、南杨楼村、银河寺村、秦庄村、高李庄村、插平庄村、刘李庙村、楚庄村和楚孙楼村。